# Villa rustica de la Topolog (2)
Villa rustica este situată în apropierea localității Topolog din județul Tulcea, la 300 m sud-vest de sat. 

## Legături exerne
- Roman castra from Romania (includes villae rusticae) - Google Maps / Earth Arhivat în 5 decembrie 2012, la Archive.is